# Bruderszaft

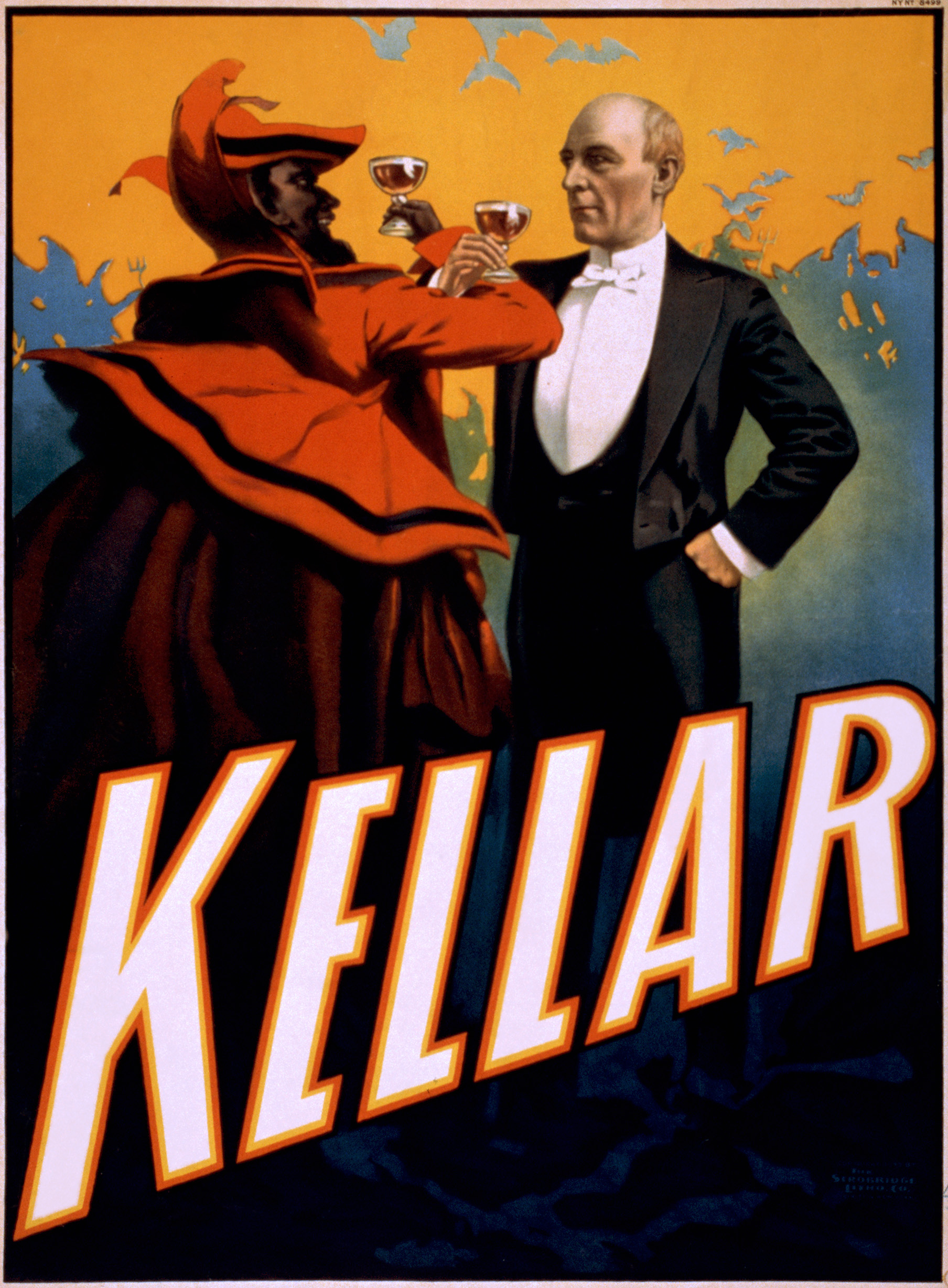
Bruderszaft magika Harry'ego Kellara z diabłem. Plakat reklamowy z 1899

Bruderszaft, inaczej brudzio (z niem. Bruderschaft – braterstwo) – ceremoniał poprzedzający przejście jego uczestników na ty (po imieniu), rezygnując ze zwrotów grzecznościowych Pan, Pani. Odbywa się on często przy wspólnym wypiciu kieliszka alkoholu. Czasem dodawany jest do tego pocałunek.